# Комунистическа партия на Беларус
Комунистическата партия на Беларус (КПБ) (на беларуски: Камуністычная партыя Беларусі) е лява комунистическа политическа партия в Република Беларус.
Основана е през 1996 г. от членове на Беларуската партия на левицата „Справедлив свят“, отцепили се поради несъгласието си с опозиционната позиция на партията спрямо политиката, провеждана от президента Александър Лукашенко, който и до днес се ползва с поддръжката на КПБ.
Партията подкрепя и одобрява политиките на Лукашенко.
|  | Тази страница частично или изцяло представлява превод на страницата „Коммунистическая партия Беларуси“ в Уикипедия на руски. Оригиналният текст, както и този превод, са защитени от Лиценза „Криейтив Комънс – Признание – Споделяне на споделеното“, а за съдържание, създадено преди юни 2009 година – от Лиценза за свободна документация на ГНУ. Прегледайте историята на редакциите на оригиналната страница, както и на преводната страница, за да видите списъка на съавторите. ВАЖНО: Този шаблон се отнася единствено до авторските права върху съдържанието на статията. Добавянето му не отменя изискването да се посочват конкретни източници на твърденията, които да бъдат благонадеждни. |